# Sent Manhe de Castilhon
Sent Manhe de Castilhon (en francès Saint-Magne-de-Castillon) és un municipi francès situat al departament de la Gironda i a la regió de la Nova Aquitània.

## Demografia
| 1962                                       | 1968  | 1975  | 1982  | 1990  | 1999  | 2007  |
| ------------------------------------------ | ----- | ----- | ----- | ----- | ----- | ----- |
| 1.194                                      | 1.275 | 1.455 | 1.531 | 1.640 | 1.757 | 1.787 |
| Des de 1962: població sense dobles comptes |       |       |       |       |       |       |

## Administració
| Període | Identitat             | Partit |
| ------- | --------------------- | ------ |
| 2008-   | Jean-Claude Delongeas |        |